# 立河原の戦い
立河原の戦い（たちかわのはら（たちがわら）のたたかい）は、1504年11月13日（永正元年9月27日）に武蔵国立河原（現在の東京都立川市）において、上杉顕定・足利政氏らの連合軍と上杉朝良・今川氏親・伊勢宗瑞 (北条早雲) らの連合軍との間で行われた合戦である。
長享の乱の事実上の決戦であり、事実それだけの規模に相当する戦いであったが、この戦いに勝利した上杉朝良は結果的に上杉顕定に降伏した。

## 背景
享徳の乱を通じて勢力を伸ばした扇谷上杉家と、上杉氏の宗家として代々関東管領を継いできた山内上杉家の上杉氏の内紛として繰り広げられた長享の乱は、勇将として知られた扇谷上杉家当主・上杉定正が健在の頃は互角の戦いを続けてきたが、定正の死後には山内上杉家当主・上杉顕定の反撃と第三勢力であった古河公方足利政氏と顕定の同盟によって扇谷上杉家は苦境に立たされるようになった。
扇谷上杉家の新当主となった定正の甥・朝良は駿河守護・今川氏の客将で当主・氏親の後見人的存在であった伊勢宗瑞 (北条早雲)に相模西部の要地である小田原城を与えてその軍事支援を頼み、今川氏・伊勢氏の支援を受けられるようになった朝良は再び勢力を回復して戦況は一進一退を繰り返すようになった。顕定は明応6年（1497年）に武蔵国上戸（現在の埼玉県川越市）に拠点（河越築城前にあった河越館を再興したと言われている）を構えて扇谷上杉家の拠点河越城の攻撃の準備を進めるが、攻略に悉く失敗したため、以後7年近くも入間川を挟んだこの地に釘付けとされる事になった。

## 経過
永正元年（1504年）8月21日、同盟関係にある足利政氏の援軍（『千葉伝考記』によれば、下総の千葉勝胤も援軍を派遣したという）を得た上杉顕定はこれを機に河越城を攻めることを考え、実弟である越後守護上杉房能に援軍派遣を依頼する一方で、自らは兵を河越城下へと進め翌日より同城の攻撃を始めた。朝良は宗瑞・氏親に援軍を求める一方でこれを堅く守り続けた。
9月に入ると、宗瑞は小田原城を出発して9月6日には江ノ島に達した。続いて11日には今川氏親が駿府を出発、更に2日後には遠江にいた今川氏の重臣朝比奈泰熙と福島助春も関東へ出発した。
一方、顕定は9月6日、河越城をこれ以上攻めても成果は上がらないと判断して、一転して陣を武蔵国白子（現在の埼玉県和光市白子）に移して、先に江戸城を落として南北から河越城を挟撃する策を取ることにした。ところが、今川・伊勢の動きを知って白子に留まって様子を見るとともに大森顕定に対して甲斐守護の武田信縄に対する援軍派遣要請を行わせている。
その間にも、9月20日に宗瑞は武蔵国枡形城（同神奈川県川崎市多摩区）に入り、翌日には氏親も同城に入った。これを受けて顕定らも兵を南に進め、河越城を守っていた朝良もまた今川軍に合流した。
9月27日の辰の刻（午前八時頃）、扇谷上杉（朝良）・今川・伊勢連合軍が多摩川を渡って立河原に上陸したことを知った山内上杉（顕定）・古河公方連合軍が立河原に駆けつけて両軍睨みあい、正午頃より合戦が始まり、戦いは夕方まで続いた。だが、多摩川渡河を許した山内上杉側は苦戦をしてついに潰走した。この戦いにおいて、山内上杉軍は当時の戦いでは稀である2千人もの戦死者を出して長野房兼・長尾房清（六郎、ただしその息子とする説もある）らの諸将も戦死した。
この戦いに参加した顕定の家臣毛呂顕季は戦死した者は数知れずと記録している。顕定は本拠地のあった北武蔵の鉢形城に命からがら逃れ去ったのである。

## 影響
越後では主君・上杉房能の命を受けた越後守護代・長尾能景は顕定と合流するために出陣の準備を進めていたが、立河原での顕定大敗の報を聞いて直ちに兵を率いて鉢形城に入った。この時期については諸説あり、『北条記』では合戦当日の夜に顕定と合流したとされ、『関東管領記』では翌日とされていずれもこれを聞いた朝良が河越城に引き返したとされている。また、『鎌倉管領九代記』では10月3日に顕定と能景が河越城を囲んだと記している。
だが、実際のところは翌年に顕定が常陸守護の佐竹義舜に対して送った書状には、能景の到着は冬に入ってからであることが記され、また、氏親や宗瑞も何事もなかったかのように10月4日には鎌倉に引き揚げていることが確認され、更に熱海温泉でともに静養した後、宗瑞の居城・韮山城で戦死者のための法要を行っていることから、能景の援軍到着の事実を知らなかったと推定され、能景の鉢形城入りは10月に入って暫く経ってからと推定されている。
能景は顕定に対して、朝良が兵を休めている今こそ好機であることを力説して出陣を説いた。これを受けて越後軍が主力を占める顕定・能景連合軍が11月に突如河越城を攻撃した。兵を休ませて時期をみて顕定を討つ算段をしていた朝良は12月1日に上戸でこれとぶつかって長尾弥五郎（長尾景致か）を討ち取って進撃を防ぐのがやっとであった。
能景は朝良恐れるに足りずと見るや、その勢いで12月2日に椚田城（現在の東京都八王子市）を囲んで翌日には扇谷上杉方の城主・長井広直を討ち取って山内上杉方の三田氏宗を城主にすると、続いて12月2日には実田城（現在の神奈川県平塚市）を攻め落として扇谷上杉の相模守護代上田正忠を捕虜にした。これによって扇谷上杉領と今川・伊勢領は遮断されたのである。
翌永正2年（1505年）に入ると、再度顕定・能景の軍勢が河越城を包囲した。兵の不足によってこれに抗するすべがなかった上杉朝良は3月に降伏を表明した。これによって長享の乱は終結したのである。